# Посада (Нижньосілезьке воєводство)
Посада (пол. Posada, нім. Rusdorf) — село в Польщі, у гміні Боґатиня Зґожелецького повіту Нижньосілезького воєводства.
Населення — 277 осіб (2011).
У 1975-1998 роках село належало до Єленьоґурського воєводства.

## Демографія
Демографічна структура станом на 31 березня 2011 року:
|          | Загалом | Допрацездатний вік | Працездатний вік | Постпрацездатний вік |
| -------- | ------- | ------------------ | ---------------- | -------------------- |
| Чоловіки | 134     | 24                 | 104              | 6                    |
| Жінки    | 143     | 37                 | 83               | 23                   |
| Разом    | 277     | 61                 | 187              | 29                   |

## Галерея

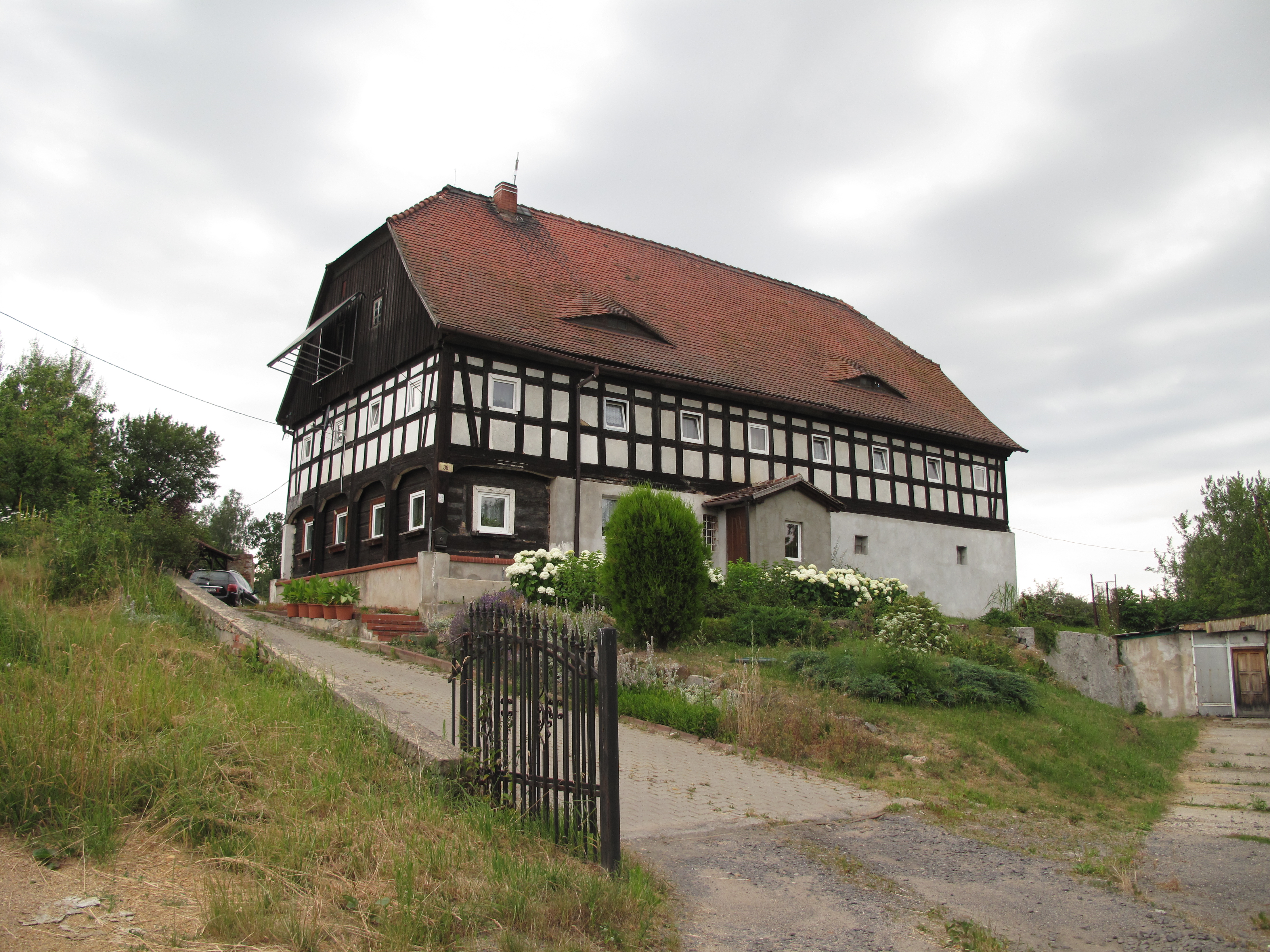
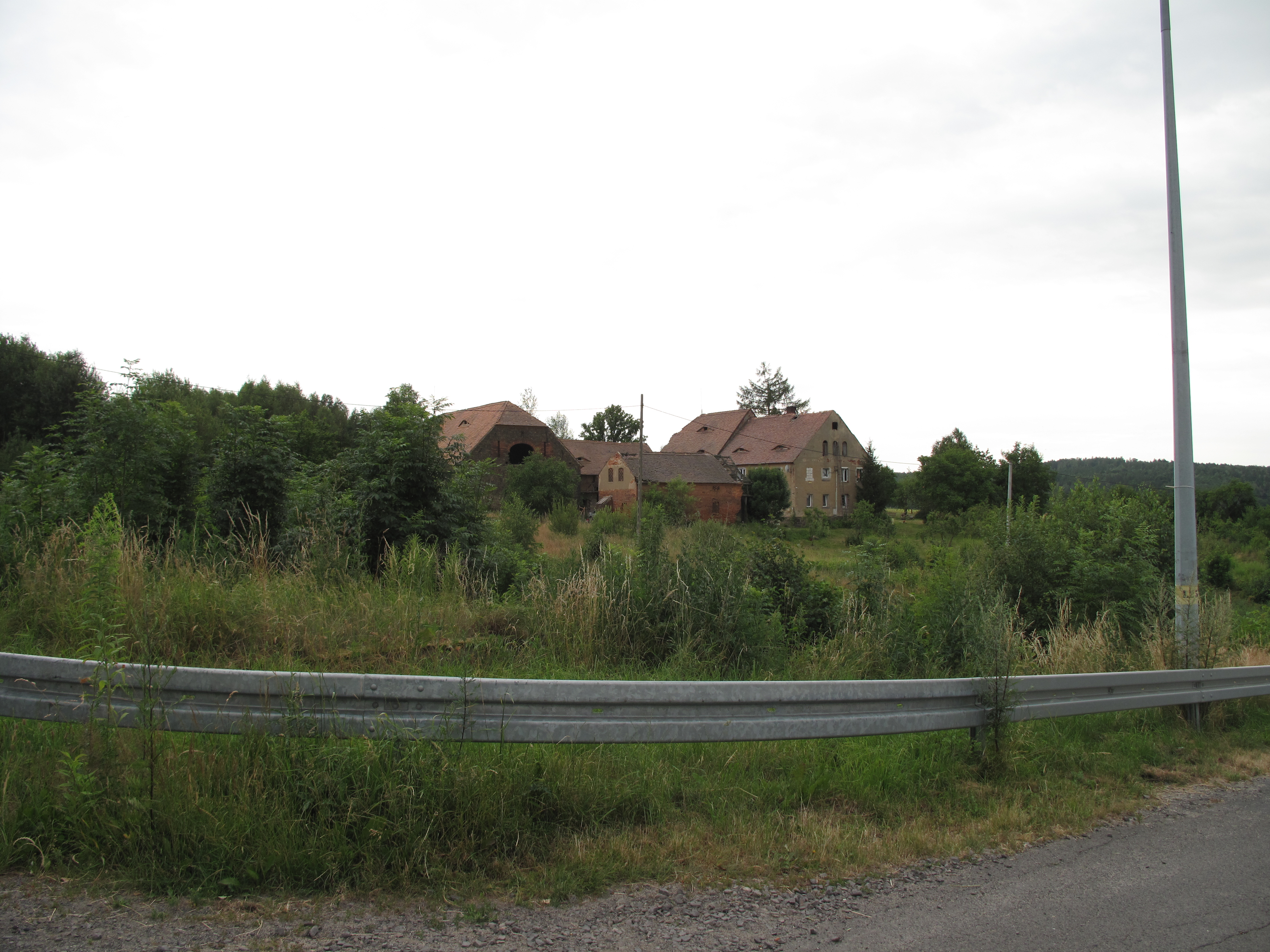
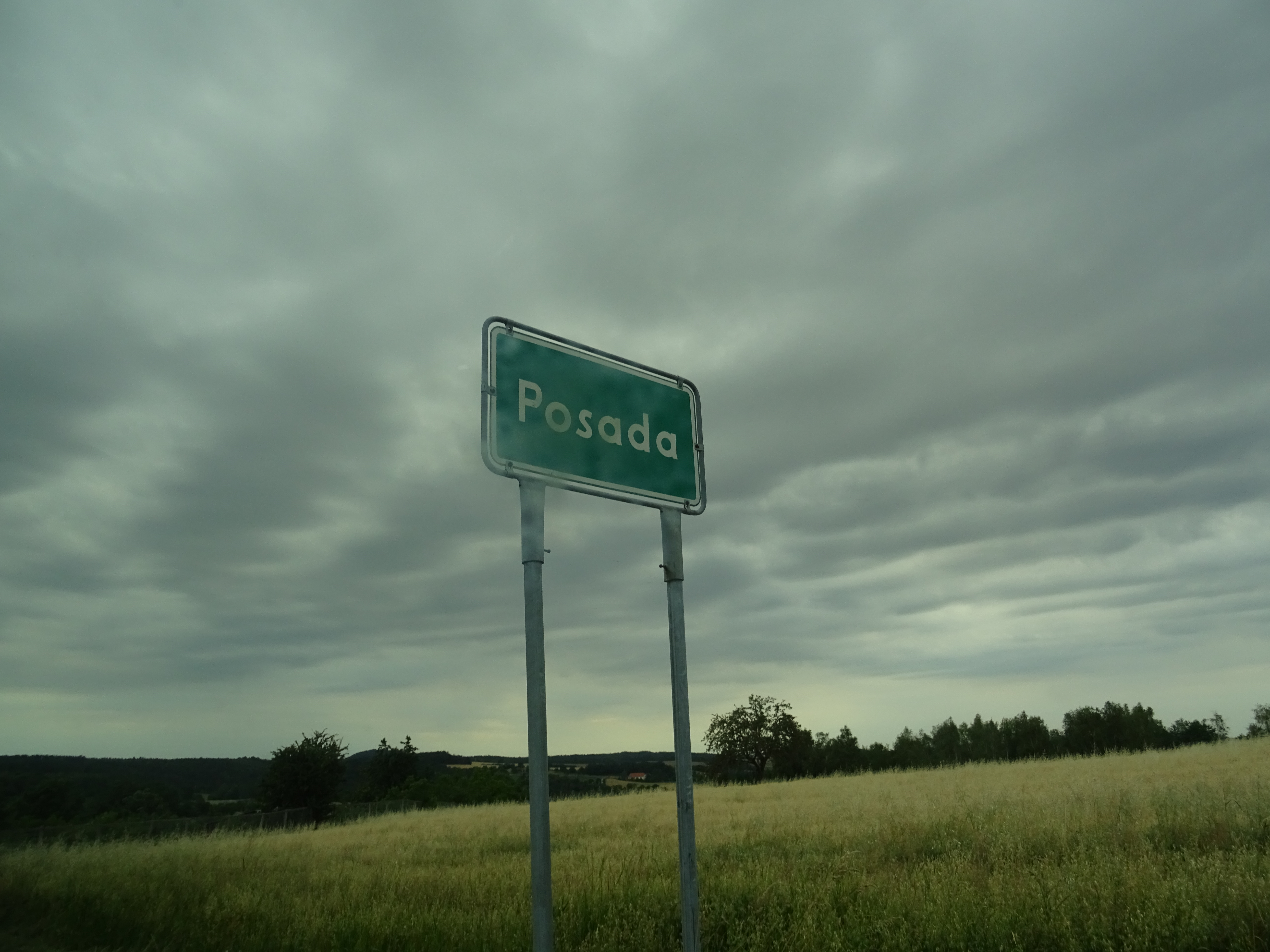